# Novatrans
Novatrans est un opérateur français de transport combiné appartenant au groupe Charles André (GCA).

## Historique
La société Novatrans est créée en 1967.
Novatrans a participé à la fondation de l'Union internationale des sociétés de transport combiné Rail-Route.
Elle est rachetée par la SNCF en 2009 et intégrée dans la branche SNCF Geodis du groupe. Cependant, la société Novatrans finit par accumuler les exercices négatifs.
À l'automne 2012, le groupe SNCF annonce avoir trouvé un repreneur pour Novatrans, le groupe Charles André (GCA). La transaction est finalisée le 15 mars 2013, seuls 110 emplois sont conservés sur les 257 que comptait la société.
Les salariés dont l'emploi n'a pas été conservé ont été reclassés au sein du groupe SNCF.
En mai 2014, Alexandre Gallo, directeur général de Novatrans, est limogé par Delphine André⁣⁣, la présidente du groupe Charles André.

## Capital
Son actionnariat est composé à la fois d'opérateurs routiers de première importance et d'opérateurs ferroviaires (dont SNCF Participations).
L'actionnariat est majoritairement composé de :
Le groupe Charles André Transports (40 %), Danzas (Groupe DHL) (4,6 %), Bolloré (3,1 %), Mory ream (3 %).

## Activité
Opérateur de transport combiné, Novatrans est également gestionnaire de terminaux combinés.

### Liste des terminaux de Novatrans[6]
- Terminal combiné d'Avignon-Courtine
- Terminal combiné de Dourges (Novatrans est actionnaire de Lille Dourges Conteneurs Terminal, LDCT, l'exploitant du terminal de transport combiné Delta 3-Dourges[7])
- Terminal combiné de Miramas
- Terminal combiné de Mouguerre
- Terminal combiné de Noisy-le-Sec
- Terminal combiné de Valenton
- Terminal combiné de Vénissieux

### Anciens terminaux[8]
- Terminal combiné de Bordeaux-Hourcade
- Terminal combiné du Havre-Plaine
- Terminal combiné de Marseille-Canet
- Terminal combiné de Perpignan
- Terminal combiné de Toulouse-Fenouillet

Certains de ces terminaux sont aujourd'hui exploités par Naviland Cargo, filiale de la SNCF.